# The Inner Circle (Evergrey)
The Inner Circle is het vijfde album van de Zweedse metalband Evergrey, uitgebracht in 2004 door InsideOut Records. Het is een conceptalbum over religie, sekten en kindermishandeling.

## Track listing
1. "A Touch of Blessing" – 5:50
2. "Ambassador" – 4:29
3. "In the Wake of the Weary" – 4:43
4. "Harmless Wishes" – 4:18
5. "Waking Up Blind" – 4:22
6. "More Than Ever" – 4:13
7. "The Essence of Conviction" – 6:07
8. "Where All Good Sleep" – 4:37
9. "Faith Restored" – 3:54
10. "When the Walls Go Down" – 5:42

## Band
- Tom S. Englund - zanger, gitarist
- Henrik Danhage - gitarist
- Michael Håkansson - bassist
- Jonas Ekdahl - drummer
- Rikard Zander - toetsenist